# Затишне (Харківський район)
Затишне (до 2016 року — Радгоспне) — село в Україні, у Височанській селищній територіальній громаді Харківського району Харківської області. Населення становить 107 осіб. Колишній орган місцевого самоврядування — Бабаївська селищна рада.

## Географія
Селище Затишне знаходиться біля витоків річки Ржавчик, примикає до села Ржавець. На річці зроблена велика загата.

## Історія
Засноване в 1964 році як селище.
16 жовтня 2009 року було газофіковане.
До 2016 року село носило назву Радгоспне. У 2024 році віднесене до категорії сіл.